# Rimal
Rimal (en árabe: حي الرمال‎, traducido como "arenas") es un barrio de la ciudad de Gaza situado a 3 kilómetros del centro urbano. Se extiende a lo largo de la costa y, en su momento, era considerado el barrio más próspero de Gaza. La calle principal que atraviesa Gaza, la calle Omar Mukhtar, discurre de noroeste a sureste en el distrito y la carretera principal de la costa, la calle Ahmad Orabi, de noreste a suroeste. Rimal está dividido en los distritos de la ciudad de Rimal sur y Rimal norte. El barrio es la sede de múltiples ministerios gubernamentales y ha sufrido graves daños durante la guerra entre Israel y Gaza.

## Historia
Rimal está construida sobre la antigua ciudad portuaria de Gaza llamada Maioumas. La intensa rivalidad entre la Gaza cristiana y la Maioumas pagana continuó durante toda la época bizantina, incluso después de que la población de Maioumas se hubiera convertido al cristianismo por decreto imperial y los santuarios paganos hubieran sido destruidos por Porfirio de Gaza. Hasta mediados del siglo XX, el litoral de Gaza estaba formado principalmente por dunas de arena alrededor del bullicioso puerto de Gaza. En los años 1930 y 1940, instituciones misioneras extranjeras financiaron la creación de un barrio residencial a lo largo de la costa. Este nuevo barrio se conoció como Rimal ("arena" o "playa") y hoy abarca la mayor parte del litoral de la ciudad de Gaza y gran parte de la zona entre la costa y la Ciudad Vieja. La mayoría de los edificios eran casas unifamiliares construidas al estilo europeo. Tras la construcción del barrio, el centro de la actividad comercial se trasladó de la Ciudad Vieja a Rimal.

## Lugares de interés
En Rimal se encuentran el Palacio Presidencial Palestino, el Palacio del Gobernador, el centro comercial Gaza Mall, el Roots Club, el club de playa de las Naciones Unidas, el Centro Palestino para los Derechos Humanos, el Hospital Al-Shifa, el Consejo Legislativo Palestino y varias oficinas gubernamentales extranjeras, cuatro hoteles y todos los restaurantes conocidos de la ciudad. En Rimal se encuentra la Midan Jundi (Plaza del Soldado), dedicada a un soldado árabe autóctono que murió luchando en la guerra árabe-israelí de 1948. El puerto de Gaza está en el distrito de Rimal y alberga la Policía Naval Palestina. Rimal es el único distrito de élite de la ciudad.